# Remo nos Jogos Olímpicos de Verão de 1920
O remo nos Jogos Olímpicos de Verão de 1920 foi realizado em Antuérpia, nas primeiras olimpíadas após a Primeira Guerra Mundial, devido o cancelamento dos Jogos de 1916.

## Eventos do remo
Masculino: Skiff simples | Skiff duplo | Dois com | Quatro com | Oito com

## Skiff simples
| Pos. | País                 | Atletas                  | Tempo  |
| ---- | -------------------- | ------------------------ | ------ |
|      | Estados Unidos (USA) | Jack Kelly               | 7:35.0 |
|      | Grã-Bretanha (GBR)   | Jack Beresford           | 7:36.0 |
|      | Nova Zelândia (NZL)  | Clarence Hadfield d'Arcy | 7:48.0 |

## Skiff duplo
| Pos. | País                 | Atletas                     | Tempo  |
| ---- | -------------------- | --------------------------- | ------ |
|      | Estados Unidos (USA) | Paul Costello Jack Kelly    | 7:09.0 |
|      | Itália (ITA)         | Pietro Annoni Erminio Dones | 7:19.0 |
|      | França (FRA)         | Gaston Giran Alfred Plé     | 7:21.0 |

## Dois com
| Pos. | País         | Atletas                                         | Tempo  |
| ---- | ------------ | ----------------------------------------------- | ------ |
|      | Itália (ITA) | Ercole Olgeni Giovanni Scatturin Guido de Filip | 7:56.0 |
|      | França (FRA) | Gabriel Poix Maurice Bouton Ernest Barberolle   | 7:57.0 |
|      | Suíça (SUI)  | Edouard Candeveau Alfred Felber Paul Piaget     | -      |

## Quatro com
| Pos. | País                 | Atletas                                                                      | Tempo  |
| ---- | -------------------- | ---------------------------------------------------------------------------- | ------ |
|      | Suíça (SUI)          | Willy Brüderlin Max Rudolf Paul Rudolf Hans Walter Paul Staub                | 6:54.0 |
|      | Estados Unidos (USA) | Kenneth Myers Carl Klose Franz Federschmidt Erich Federschmidt Sherman Clark | 6:58.0 |
|      | Noruega (NOR)        | Birger Var Theodor Klem Henry Larsen Per Gulbrandsen Thoralf Hagen           | 7:02.0 |

## Oito com
| Pos. | País                 | Atletas | Tempo  |
| ---- | -------------------- | --- | ------ |
|      | Estados Unidos (USA) | Virgil Jacomini Edwin Graves William Jordan Edward Moore Alden Sandborn Donald Johnston Vincent Gallagher Clyde King Sherman Clark (tim.) | 6:02.6 |
|      | Grã-Bretanha (GBR)   | Ewart Horsfall Guy Nickalls Richard Lucas Walter James John Campbell Sebastian Earl Ralph Shove Sidney Swann Robin Johnstone (tim.)       | 6:05.0 |
|      | Noruega (NOR)        | Theodor Nag Conrad Olsen Adolf Nilsen Hakon Ellingsen Thore Michelsen Arne Mortensen Karl Nag Tollef Tollefsen Thoralf Hagen (tim.)       | 6:36.0 |

## Quadro de medalhas do remo
| Pos. | País               | Ouro | Prata | Bronze | Total |
| 1    | USA Estados Unidos | 3    | 1     | 0      | 4     |
| 2    | ITA Itália         | 1    | 1     | 0      | 2     |
| 3    | SUI Suíça          | 1    | 0     | 1      | 2     |
| 4    | GBR Grã-Bretanha   | 0    | 2     | 0      | 2     |
| 5    | NOR Noruega        | 0    | 0     | 2      | 2     |
| 6    | NZL Nova Zelândia  | 0    | 0     | 1      | 1     |